# SummerSlam (2003)
SummerSlam (2003) foi o décimo sexto evento SummerSlam promovido pela World Wrestling Entertainment (WWE), uma promoção de luta profissional americana. Aconteceu em 24 de agosto de 2003, no America West Arena na cidade de Phoenix, Arizona Foi patrocinado pelo Stacker 2 e contou com a participação dos lutadores dos programas Raw e SmackDown.

## Resultados
| Nº                                          | Resultados | Estipulações                                                 | Tempo |
| ------------------------------------------- | --- | ------------------------------------------------------------ | ----- |
| Heat                                        | Matt Hardy derrotou Zach Gowen por desistência                                                                      | Luta individual                                              | 0:00  |
| Heat                                        | Rey Mysterio (c) derrotou Shannon Moore                                                                             | Luta individual pelo WWE Cruiserweight Championship          | 2:03  |
| 1                                           | La Résistance (René Duprée e Sylvain Grenier) (c) derrotaram The Dudley Boyz (Bubba Ray e D-Von) (com Spike Dudley) | Luta de duplas pelo World Tag Team Championship              | 7:49  |
| 2                                           | The Undertaker derrotou A-Train (com Sable)                                                                         | Luta individual                                              | 9:19  |
| 3                                           | Shane McMahon derrotou Eric Bischoff                                                                                | Luta Falls Count Anywhere                                    | 10:36 |
| 4                                           | Eddie Guerrero (c) derrotou Chris Benoit, Rhyno e Tajiri                                                            | Luta Fatal 4-Way pelo WWE United States Championship         | 10:50 |
| 5                                           | Kurt Angle (c) derrotou Brock Lesnar                                                                                | Luta individual pelo WWE Championship                        | 21:17 |
| 6                                           | Kane derrotou Rob Van Dam                                                                                           | Luta sem desqualificações                                    | 12:49 |
| 7                                           | Triple H (c) derrotou Goldberg, Chris Jericho, Randy Orton, Kevin Nash e Shawn Michaels                             | Luta Elimination Chamber pelo World Heavyweight Championship | 19:12 |
| (c) – Refere-se aos campeões antes da luta. | |                                                              |       |

Eliminações na Luta Elimination Chamber
| Nº da eliminação | Wrestler       | Entrada | Eliminado por | Como foi eliminado                                    | Tempo |
| ---------------- | -------------- | ------- | ------------- | ----------------------------------------------------- | ----- |
| 1                | Kevin Nash     | 4       | Chris Jericho | Sweet Chin Music por Michaels, seguido do roll-up     | 08:05 |
| 2                | Randy Orton    | 3       | Goldberg      | Spear                                                 | 13:01 |
| 3                | Shawn Michaels | 2       | Goldberg      | Spear depois o Jackhammer                             | 15:19 |
| 4                | Chris Jericho  | 1       | Goldberg      | Spear depois o Jackhammer                             | 16:03 |
| 5                | Goldberg       | 6       | Triple H      | Triple H bateu com o Sledgehammer na nuca de Goldberg | 19:12 |
| Vencedor         | Triple H       | 5       | N/A           | N/A                                                   | N/A   |